# Gabriel Ruz
Gabriel Jesús Ruz Díaz (ur. 8 września 1950 w Meksyku) – meksykański zapaśnik walczący w stylu wolnym. Dwukrotny olimpijczyk. Odpadł w eliminacjach turnieju w Meksyku 1968 i Monachium 1972. Walczył w wadze do 63–68 kg.

## Letnie Igrzyska Olimpijskie 1968
| Konkurencja               | Walki                  | Walki                    | Klas. końcowa |
| Konkurencja               | Pierwsza runda         | Druga runda              | Miejsce       |
| ------------------------- | ---------------------- | ------------------------ | ------------- |
| styl wolny, waga piórkowa | Masaaki Kaneko (JPN) P | Choi Jeong-hyeok (KOR) P | druga runda   |

## Letnie Igrzyska Olimpijskie 1972
| Konkurencja            | Walki                    | Walki                    | Klas. końcowa |
| Konkurencja            | Pierwsza runda           | Druga runda              | Miejsce       |
| ---------------------- | ------------------------ | ------------------------ | ------------- |
| styl wolny, waga lekka | Eduardo Quintero (CUB) P | Petre Poalelungi (ROM) P | druga runda   |